# 国际科技词汇
国际科技词汇（英語：international scientific vocabulary，ISV）或國際通用科技詞彙，指的是歐洲語言為了科技术语的统一及科技术语的单义性，以吸收外来词為方法，以术语国际化為目標，形成的一套国际科技词汇，此术语系统内是单一的、精确的、统一的
。
国际科技学词汇包括科学词汇和专业词汇，其来源语言可能确定也可能不确定，但目前在几种现代语言中使用，意即这些词汇具有“跨语言”特性，可为归化、借词或仿译的形式。